# Вади-Метхандуш

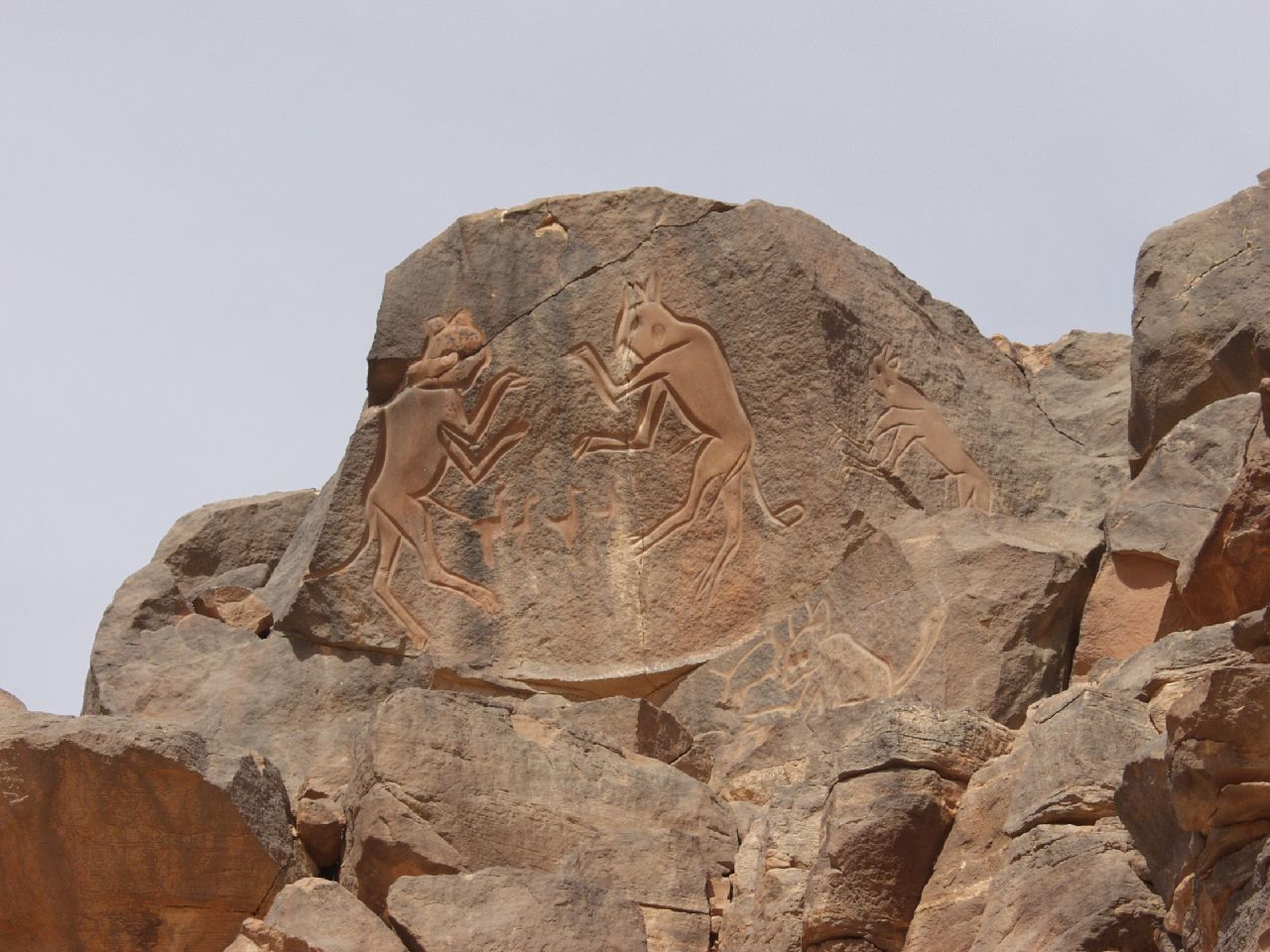
Наскальное изображение борющихся крупных кошачьих стало неофициальным символом Вади-Матендус

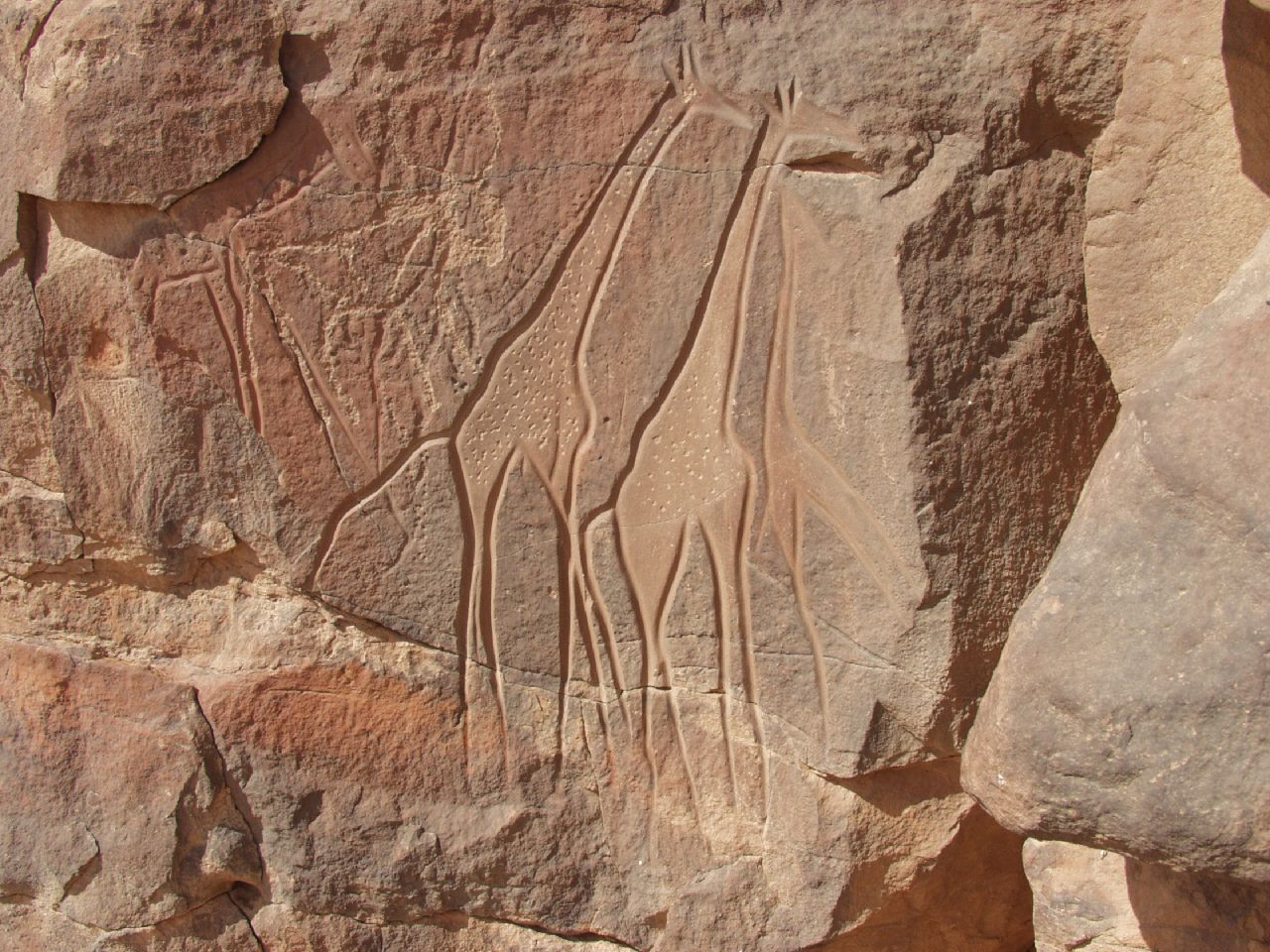
Наскальное изображение жирафов, Вади-Матендус

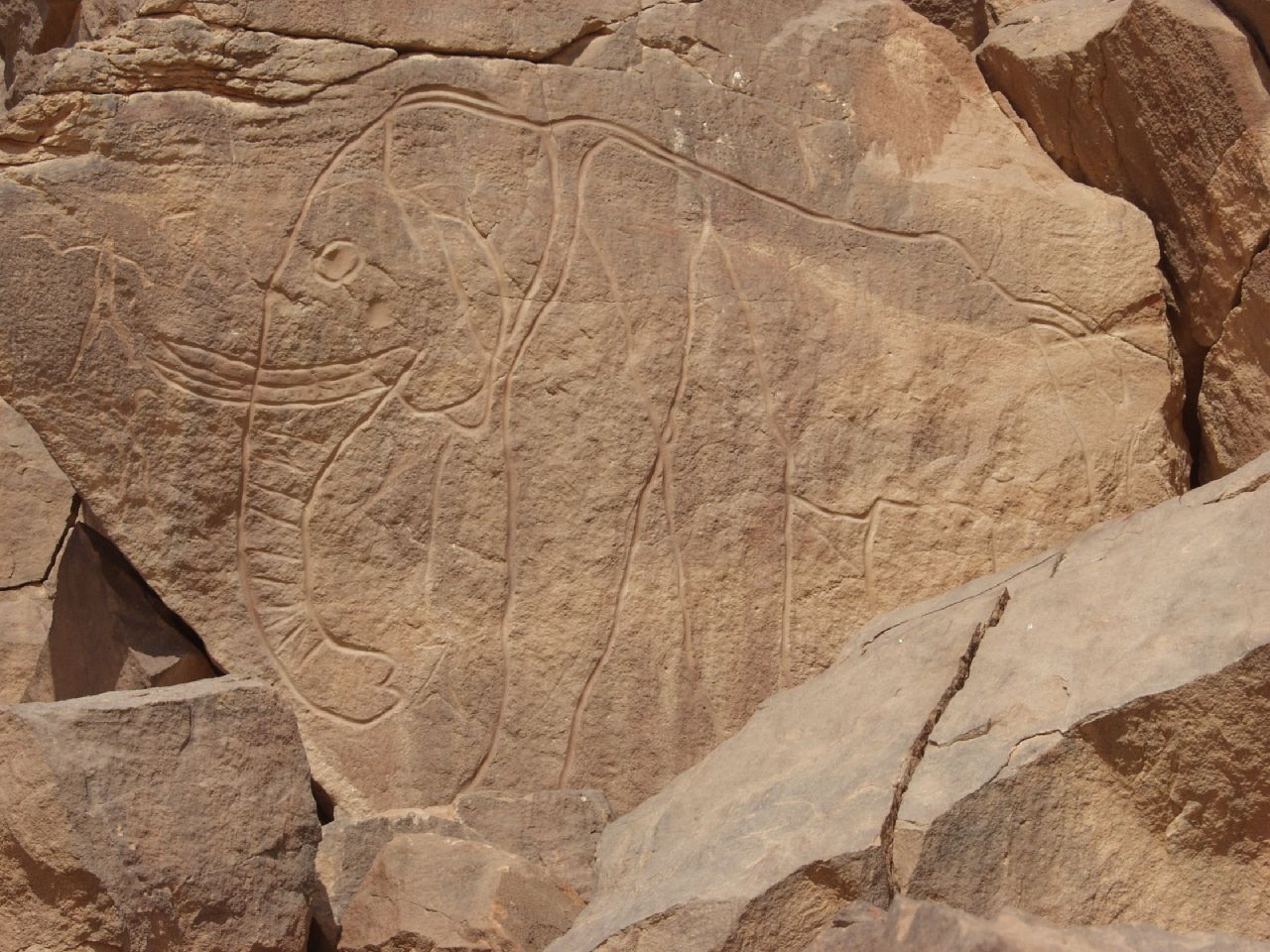
Наскальное изображение слона, Вади-Матендус

Вади-Матендус, Wadi Mathendous или Вади-Меткандуш, Wadi Methkandoush — доисторический археологический памятник на юго-западе Ливии в Месак-Сеттафет, известный выбитыми на скалах изображениями животных — слонов, жирафов, крупных кошачьих, быков и крокодилов.

## Галерея

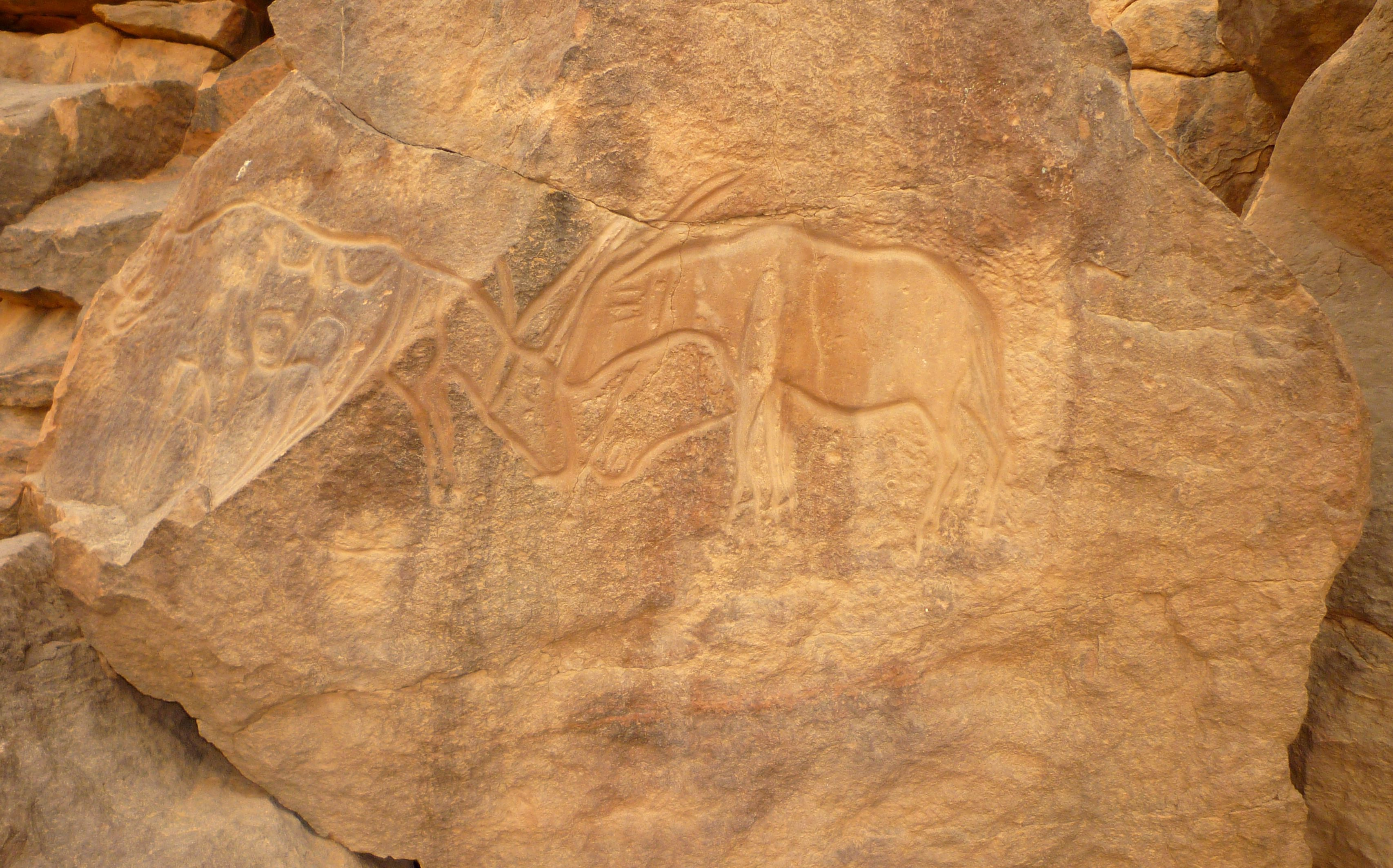
Антилопы
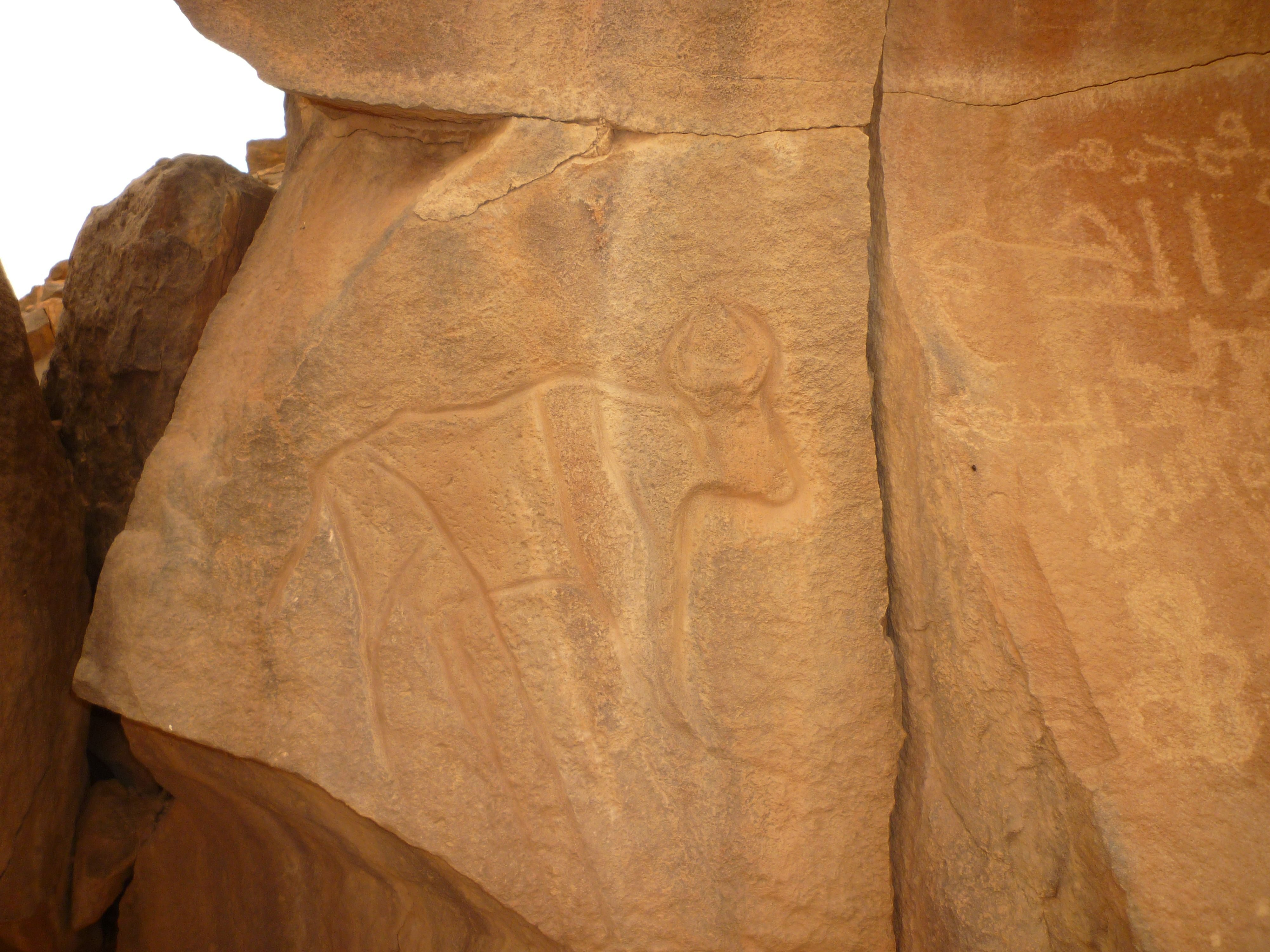
Бык
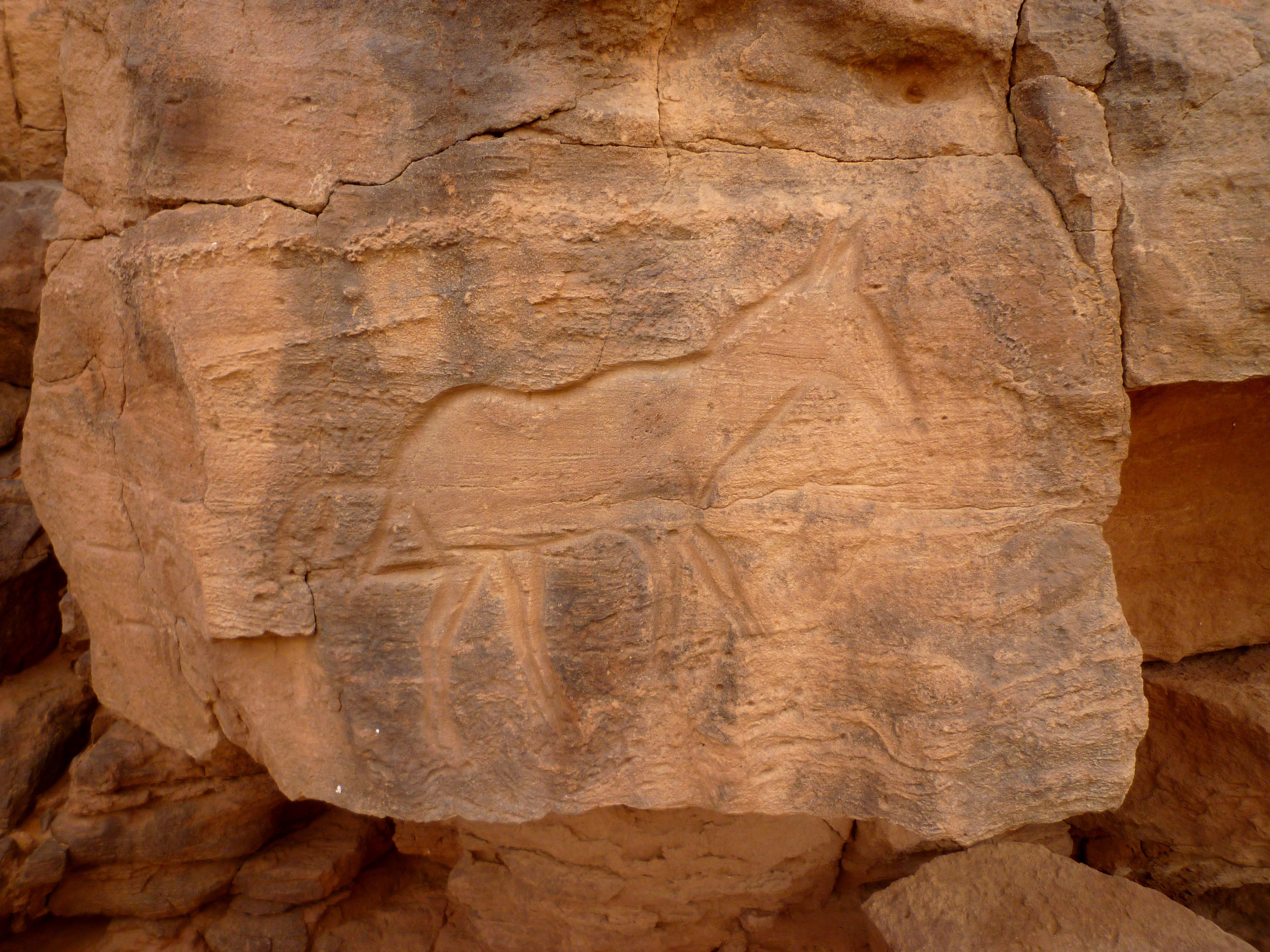
Лошадь
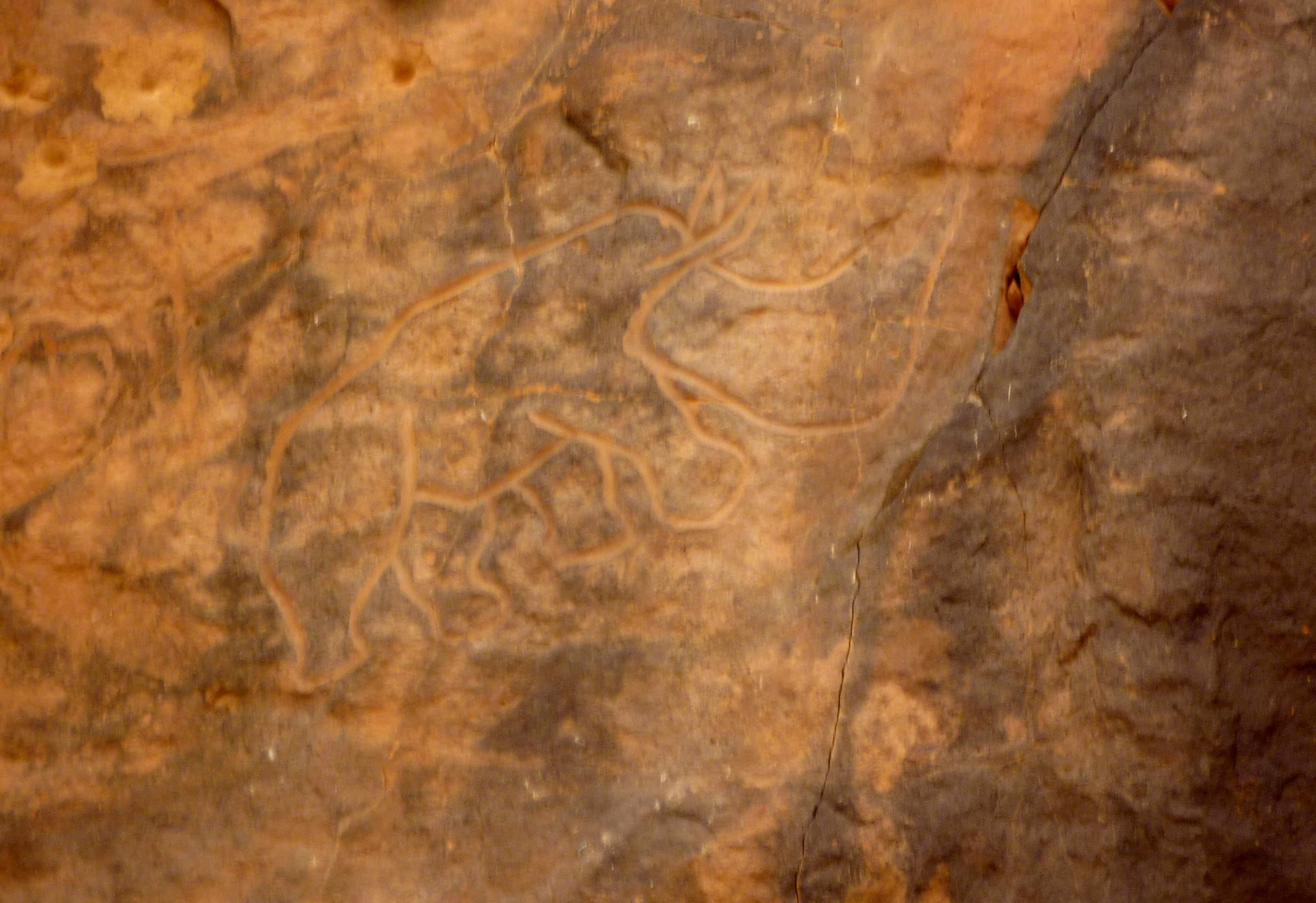
Носорог
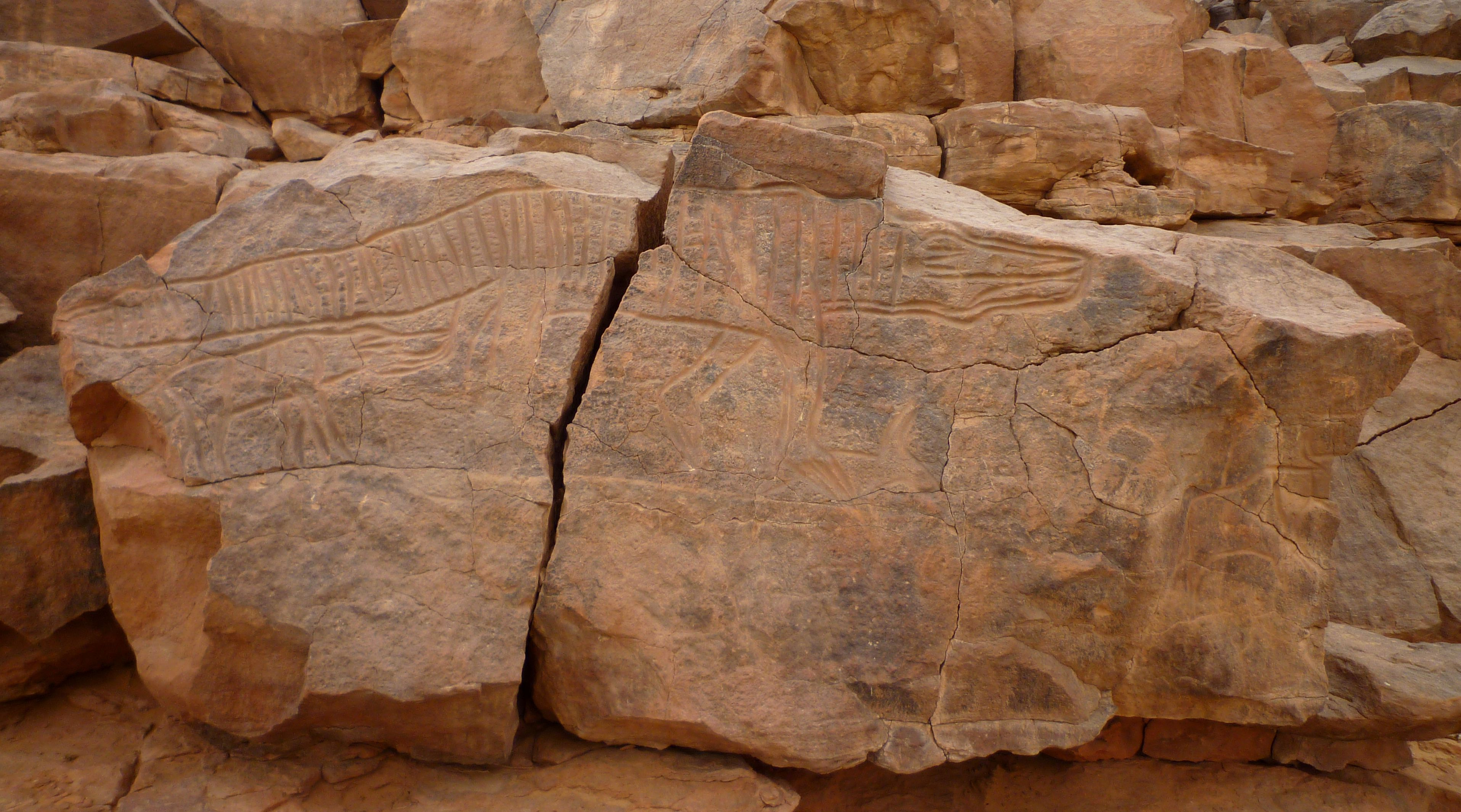
Крокодил
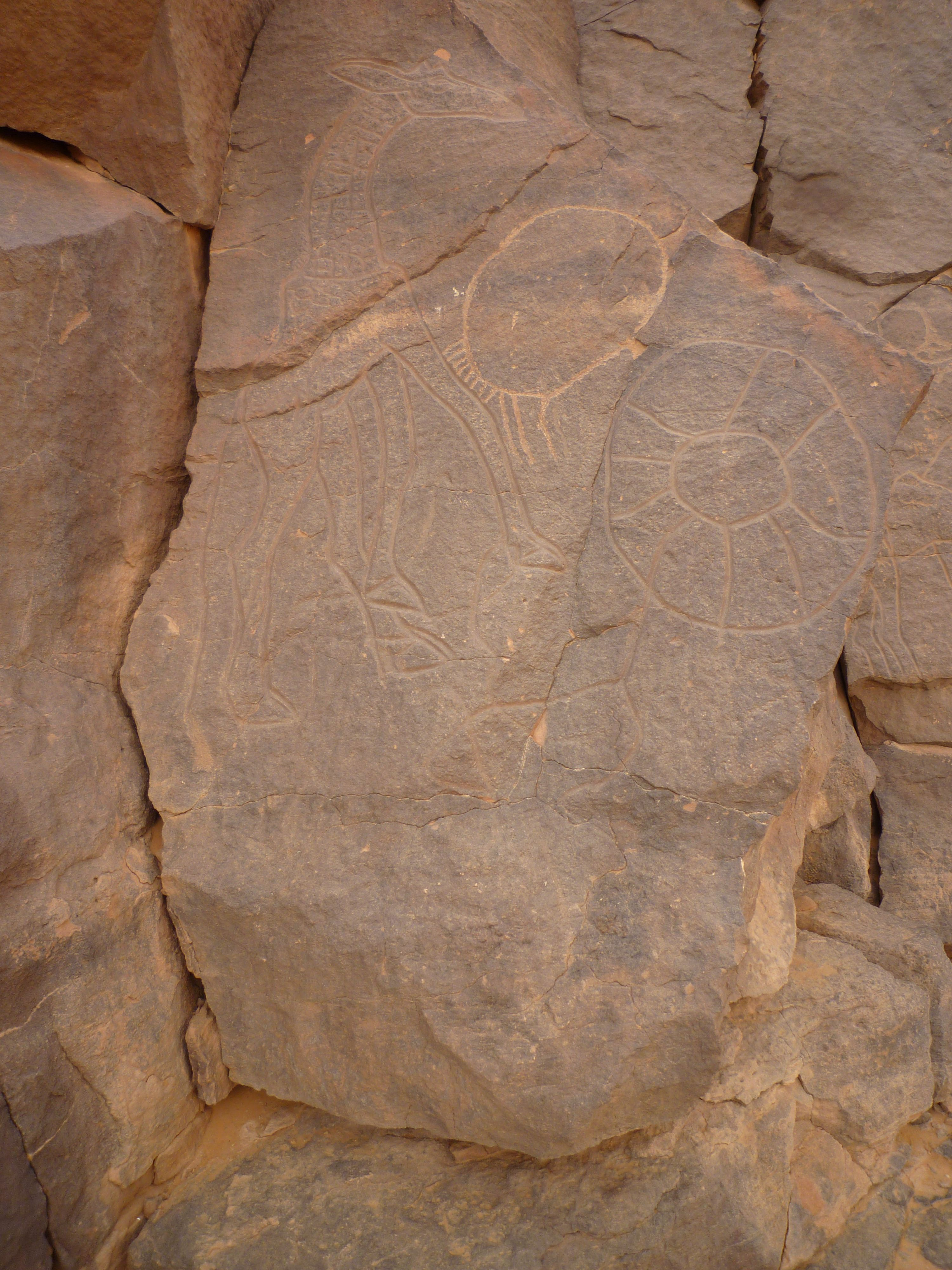
Жираф
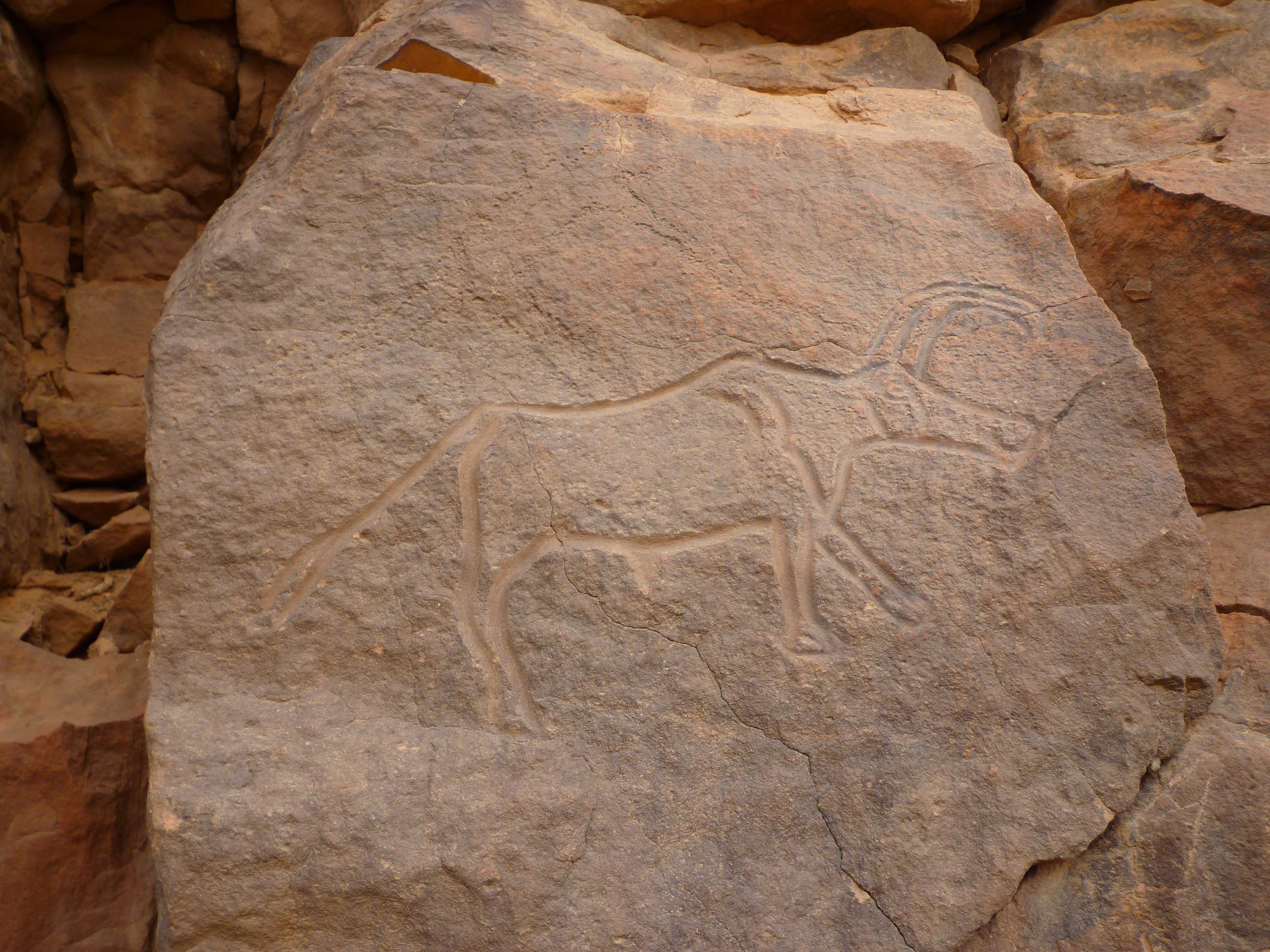
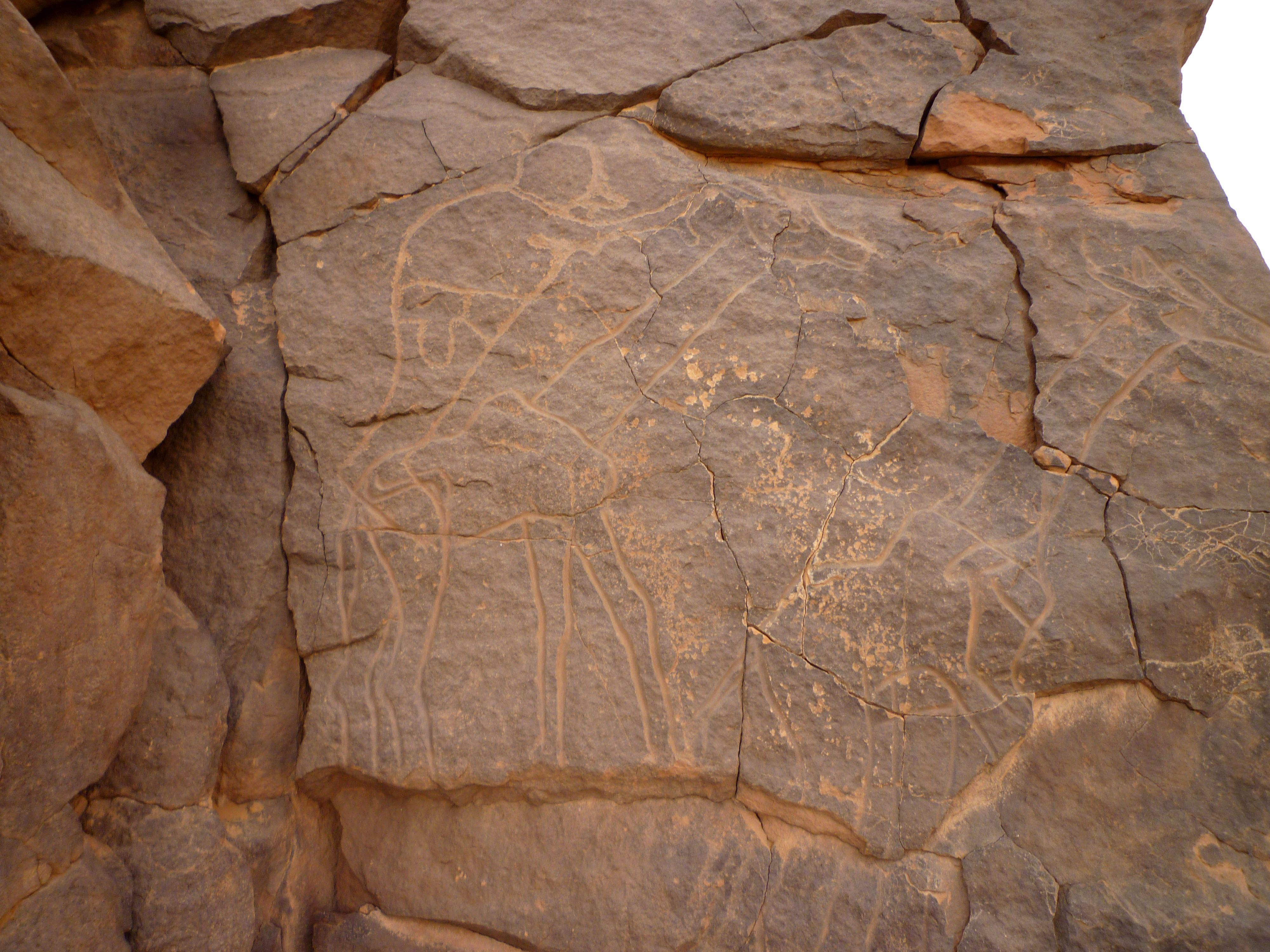